# 780-as évek
Évszázadok: 7. század – 8. század – 9. század
Évtizedek: 730-as évek – 740-es évek – 750-es évek – 760-as évek – 770-es évek – 780-as évek – 790-es évek – 800-as évek – 810-es évek – 820-as évek – 830-as évek
Évek: 780 781 782 783 784 785 786 787 788 789 790